# Rikke Poulsen
Rikke Vestergaard Poulsen (* 20. April 1986 in Vinderup) ist eine ehemalige dänische Handballspielerin.

## Karriere
Poulsen begann im Alter von vier Jahren das Handballspielen bei Ejsing BK. Anschließend spielte sie bis zum Sommer 2007 bei Team Tvis Holstebro und schloss sich daraufhin GOG an. Zur Saison 2008/09 wechselte die Torhüterin zu SK Aarhus. Mit Aarhus nahm sie in der Spielzeit 2009/10 am EHF-Pokal teil. Im Sommer 2012 unterschrieb Poulsen einen Vertrag bei KIF Vejen. Nach zwei Spielzeiten bei Vejen schloss sie sich Viborg HK an. Ab dem Dezember 2016 pausierte sie ein Jahr aufgrund ihrer Schwangerschaft. Im Sommer 2019 wechselte sie zum dänischen Erstligisten Team Esbjerg. Mit Esbjerg gewann sie 2020 die dänische Meisterschaft und 2021 den dänischen Pokal.
Poulsen gab im Oktober 2021 ihr Karriereende für das Saisonende 2021/22 bekannt, jedoch entschied sie sich anschließend ihre Karriere fortzusetzen. Im November 2022 zog sie sich eine Knieverletzung zu, die ihr anschließend Probleme bereitete. Infolgedessen beendete sie im Februar 2023 ihre Karriere und übernahm das Amt als Torwarttrainerin bei Team Esbjerg.
Poulsen hütete bislang 72-mal das Tor der dänischen Nationalmannschaft. Mit Dänemark gewann sie die Bronzemedaille bei der Weltmeisterschaft 2013.